# Dunabogdány, Pesta
Dunabogdány (în germană Bogdan) este un sat în districtul Szentendre, județul Pesta, Ungaria, având o populație de 3.017 locuitori (2011).

## Demografie
Componența etnică a satului Dunabogdány
     Maghiari (75,31%)
     Germani (22,52%)
     Necunoscut (0,78%)
     Alții (1,39%)
Componența confesională a satului Dunabogdány
     Romano-catolici (63,24%)
     Reformați (10,34%)
     Fără religie (6,7%)
     Necunoscută (17,6%)
     Alte religii (2,92%)
Conform recensământului din 2011, satul Dunabogdány avea 3.017 locuitori. Din punct de vedere etnic, majoritatea locuitorilor (75,31%) erau maghiari, cu o minoritate de germani (22,52%). Apartenența etnică nu este cunoscută în cazul a 0,78% din locuitori.  Din punct de vedere confesional, majoritatea locuitorilor (63,24%) erau romano-catolici, existând și minorități de reformați (10,34%) și persoane fără religie (6,7%). Pentru 17,6% din locuitori nu este cunoscută apartenența confesională.